# Clube Esportivo Operário Várzea-Grandense
Il Clube Esportivo Operário Várzea-Grandense, meglio noto come CEOV, è una società calcistica brasiliana con sede nella città di Várzea Grande, Mato Grosso.

## Storia
Il club è stato fondato il 1º maggio 1949. Il CEOV ha partecipato al Campeonato Brasileiro Série A nel 1979, nel 1984 e nel 1986.

## Palmarès

### Competizioni statali
- Campionato Mato-Grossense: 12

1964, 1967, 1968, 1972, 1973, 1983, 1985, 1986, 1987, 1994, 1995, 2002
- Copa FMF: 1

2024

### Altri piazzamenti
- Copa Centro-Oeste:

Semifinalista: 1999